# Thyrgis militta
Thyrgis militta là một loài bướm đêm thuộc phân họ Arctiinae, họ Erebidae.